# Калояново (област Сливен)
 За другото българско село вижте Калояново (Област Пловдив).  
Калояново е село в Югоизточна България. То се намира в община Сливен, област Сливен.

## География
Селото е разположено на 12 км източно от Сливен.

## История
Първоначално село Калояново е било разположено на 2 км югоизточно от сегашното му месторазположение на пътя за село Жельо войвода. Но поради високите подпочвени води напролет къщите се наводнявали и е било непригодно за живеене Около 1850 година се премества постепенно на сегашното му място. От там е минавал и пътя свързващ Сливен с Бургас. Има предание че част от населението е дошло от село Матей което се намирало на 10 километра от сегашното село Калояново в Стара планина. За това свидетелстват и все още намиращите се останки от матейските гробища.
Първоначално селото е било разположено на север от шосето а през 1950 година първата къща построена южно от него е на Васил Колев. Сега селото е разположено от двете страни на пътя Сливен-Бургас. Населението му тогава /около 1850 г./ е било около 200 жители.
Първите заселници на новото място са били Стоян Янакиев с четиримата си сина Слав Стоянов Илия Стоянов Начо Стоянов и Колю Стоянов. Другият голям род е този на Петър Танев и неговите 4-ма синове и една дъщеря. а те са именно Злати Петров Георги Петров Михал Петров и Таню Петров. Други по големи родове са били като този на Жеко Урумов Иван Узунав и Иван Бозуков.
През 1951 – 1952 година както ни е известно от историята се заражда и горянското движение което най-голям размах получава в Сливенски регион. Това са хора които са имали други виждания и мироглед за развитието на България. От село Калояново са Дамян Неделчев и братята Димитър и Стефан Йорданов
Първото училище е било в двора на сегашната сграда в къщата на Начо Стоянов който я предоставя за селско училище. През 1939 година е построена с доброволен труд на хората от селото и местната църква. През 1940 година е осветена в присъствието на 3-ма владици – Сливенския, Старазагорския и Търновския митрополити.
ТКЗС то в селото е създадено през 1951 година  а масовата коликтивизазия се извършва чак през 1956 година
Електрификацията на селото  започва през 1959 година въпреки че е само на 12 км от окръжния град а водоснабдяването  започва  през 1963 година
Основният поминък на населението от село Калояново през изминалия век е било предимно земеделие като са обработвали около 20000 декара земя.предимно лозя ливади и земеделски култури като пшеница ечемик овес  фий и други

## Културни и природни забележителности
В близост до селото се намират могили, чието проучване от археолози от експедиция ТЕМП под ръководството на д-р Георги Китов през лятото на 2007 г. показва, че те са издигнати от тракийското население по тези земи, а по-късно са преизползвани от римляните през Івсл. Хр..
При проучване на една от могилите специалистите от екипа на ТЕМП се натъкват на кухини, които запълват с пяна. Отпечатъците се оказват маса и стол, наподобяващ шезлонг. Това откритие е уникално, защото никога дотогава не са намирани мебели от тази епоха.
В друга могила, в близост до селото, учените попадат на основите на разрушен в древността храм. Намерените парченца от вътрешната мазилка свидетелстват, че той е бил пищно украсен.

## Редовни събития
Всяка година кукери се събират в центъра на селото и обикалят по къщите.
В началото на XXI век се възражда традицията лазарки да обикалят къщите в селото на Лазаровден.